# Бойл, Лорен
Лорен Мэри Бойл (англ. Lauren Marie Boyle; род. 14 декабря 1987 года, Окленд) — новозеландская пловчиха, чемпионка мира на короткой воде 2012 года на дистанции 800 метров вольным стилем, обладательница пяти наград чемпионатов мира по водным видам спорта.
Специализируется в плавании вольным стилем на средних и длинных дистанциях (400, 800 и 1500 метров). На Олимпийских играх 2012 года она успешно выступила на дистанции 800 метров вольным стилем, заняв четвёртое место. Кроме того, она участвовала в трёх Играх Содружества.
Представляла Новую Зеландию на чемпионате мира по водным видам спорта 2013 года, где завоевала три бронзовые медали: в 400 м, 800 м и 1500 м вольным стилем.